# Wang Čen (politik)
Wang Čen (čínsky pchin-jinem Wáng Zhèn, znaky 王震; 11. dubna 1908 – 12. března 1993) byl čínský komunistický voják a politik, účastník čínské občanské války a čínsko-japonské války. Po vzniku Čínské lidové republiky působil v Sin-ťiangu (zástupce velitele tamních vojsk a tajemník provinčního výboru Komunistické strany Číny, později zástupce velitele severozápadního vojenského okruhu. V letech 1954–1956 v Pekingu velel železničním vojskům Čínské lidově osvobozenecké armády, poté byl ministrem státních statků a rekultivací. Za kulturní revoluce byl odvolán z vlády a poslán na venkov, v polovině 70. let se vrátil do politiky a vykonával úřady místopředsedy vlády (1975–1980), člena stálého výboru  ústřední vojenské komise KS Číny (1975–1977 a 1978–1982), člena politbyra (1978–1982), ředitele ústřední stranické školy (1982–1987), místopředsedy ústřední poradní komise (1985–1987) a viceprezidenta Čínské lidové republiky (1988–1993). Je řazen mezi Osm nesmrtelných Komunistické strany Číny.

## Život
Wang Čen se narodil 11. dubna 1908 v okresu Liou-jang na východě provincie Chu-nan v chudé rolnické rodině. Od roku 1923 pracoval na železnici. V roce 1927 vstoupil do Komunistické strany Číny a účastnil se povstání v Čchang-ša. Dva týdny po svatbě jeho manželku popravili vojáci Kuomintangu. Roku 1929 vstoupil do čínské Rudé armády. V létě 1930 se jeho čtyřtisícový oddíl připojil k sboru Pcheng Te-chuaje. Na podzim 1930 byl jmenován komisařem pluku v 1. samostatné divizi (velitel Liou Po-čcheng), začátkem 1932 byl povýšen na komisaře zmíněné divize, téhož roku byl raněn v boji. Roku 1933 se stal vedoucím politického oddělení 17. divize (velitel Siao Kche) a později komisařem Siao Kcheova 6. sboru. 6. sbor válčil na jihu pomezí provincií Ťiang-si a Chu-nan, v létě 1934 se vydal na Dlouhý pochod na západ a v srpnu 1934 se v západním Chu-nanu spojil s Che Lungovým 2. sborem. V listopadu 1935 se oba sbory pod velením Che Lunga a Žen Pi-š’ho vydaly na další pochod a v listopadu 1936 dosáhli sovětské oblasti v Šen-si. Po reorganizaci komunistických vojsk na podzim 1937 bývalé jednotky 2. a 6. sboru tvořily základ 120. divize 8. pochodové armády, přičemž ze 6. sboru vznikla 359. brigáda, jejímž velitelem se stal Wang Čen. Brigáda bojovala v Šan-si a Che-peji, v letech 1941–1944 působila v jižní části komunistické pohraniční oblasti, kde se kromě vojenské obrany regionu věnovala i obnově zemědělské produkce. Roku 1944 byla brigáda převelena na jih k Nové 4. armádě do Chu-nanu.
Wang Čen byl roku 1945 na VII. sjezdu KS Číny zvolen kandidátem ústředního výboru. V letech 1946–1947 byl náčelníkem štábu vojenské oblasti Šan-si-Suej-jüan-Šen-si-Kan-si-Ning-sia, poté velitelem 2. kolony Pcheng Te-chuajovy Severozápadní polní armády, velitelem 1. armády v 1. polní armádě (přejmenované Severozápadní polní armádě), v říjnu 1949 se svými vojsky obsadil Urumči, hlavní město provincie Sin-ťiang. Po skončení bojů zůstal v letech 1949–1952 Sin-ťiangu jako zástupce velitele sinťiangského vojenského obvodu, jeden z tajemníků sinťiangského provinčního výboru KS Číny a člen sinťiangské provinční vlády, také zasedal v severozápadním vojensko-administrativním výboru (1950–1953), resp. severozápadní administrativním výboru (1953–1954). V letech 1952–1954 vykonával funkci zástupce velitele severozápadního vojenského okruhu.
Roku 1954 byl přeložen do Pekingu na místo velitele a komisaře železničních vojsk Čínské lidové osvobozenecké armády, téhož roku byl jmenován členem Státního výboru obrany (do kulturní revoluce). Při zavedení vojenských hodností roku 1955 obdržel hodnost generálplukovníka. V květnu 1956 byl jmenován ministrem státních statků a rekultivací. Na VIII. sjezdu KS Číny roku 1956 byl zvolen členem ústředního výboru (znovuzvolen i na následujících sjezdech v letech 1969, 1973, 1977 a 1982). Roku 1959 byl zvolen poslancem Všečínského shromáždění lidových zástupců (znovuzvolen roku 1964, neúčastnil se voleb roku 1975, zvolen roku 1978, 1983 a 1988). Těšil se mimořádné důvěře Mao Ce-tunga. Během kulturní revoluce přišel o ministerskou funkci, a v letech 1968–1972 pracoval na venkově v zemědělství, zůstal však členem ústředního výboru. Roku 1974 se vrátil k veřejné činnosti a v lednu 1975 byl jmenován místopředsedou vlády (pro dopravu a zásobování), téhož roku se stal členem stálého výboru  ústřední vojenské komise KS Číny (do XI. sjezdu v srpnu 1977).
Roku 1976 ještě před Maovou smrtí začal se svými politickými spojenci (Jie Ťien-jing) probírat možnost zatčení maoistických radikálů v politbyru (takzvaný „gang čtyř“) a v říjnu 1976 rozhodně podpořil akci proti gangu. Ve druhé polovině 70. let politicky patřil k volné koalici politiků podporujících Teng Siao-pchinga, pod vedením kterého se postavili v mocenském soupeření proti skupinou umírněných pokračovatelů maoistického kurzu kolem Chua Kuo-fenga. Wang Čen přitom patřil ke konzervativním odpůrcům politických reforem. V zimě 1976/1977 s Jie Ťien-jingem a dalšími vojáky prosadil rehabilitaci maršála Che Lunga, což spustilo nové kolo rehabilitací a politických návratů obětí kulturní revoluce. V první polovině roku 1977 patřil mezi politiky žádající rehabilitaci Teng Siao-pchinga a jeho návrat do úřadů, a také návrat do politbyra Čchen Jüna.
V březnu 1978 si nové vládě podržel úřad jejího místopředsedy (do září 1980) a současně opět přibrán do stálého výboru ústřední vojenské komise (do XII. sjezdu v září 1982) a na zasedání ústředního výboru v prosinci 1978 byl zvolen členem politbyra (s Čchen Jünem, Chu Jao-pangem a Teng Jing-čchao, znovuzvolen na XII. sjezdu). V září 1980 s výměnou premiéra (nastoupil Čao C’-jang místo Chua Kuo-fenga) odešlo z vlády i několik místopředsedů, vesměs starých veteránů, mezi nimi i Wang Čen.
V březnu 1982 byl jmenován ředitelem Stranické školy ústředního výboru KS Číny (do března 1987). V září 1985 s řadou dalších zasloužilých veteránů komunistického hnutí rezignoval na členství v ústředním výboru a politbyru, náhradou se stal místopředsedou ústřední poradní komise KS Číny (do XIII. sjezdu roku 1987). V březnu 1988 byl zvolen viceprezidentem Čínské lidové republiky. Přitom 212 poslanců Všečínského shromáždění lidových zástupců hlasovalo proti a dalších 77 se zdrželo, což bylo více než 10 % z celkového počtu hlasujících, do té doby nevídaný projev nesouhlasu poslanců s navrženým kandidátem.. V 80. letech vystupoval proti politickému uvolnění, proti „buržoazní liberalizaci“. Na přelomu let 1986/1987 patřil mezi konzervativce, kteří na Teng Siao-pchingovi prosadili odvolání generálního tajemníka ÚV Chu Jao-panga. Podpořil nasazení armády proti demonstrantům v Pekingu roku 1989. Ve sporu s Teng Siao-pchingem o definici „jádra“, kolem kterého se sdruží post-tengovské vedení strany a státu, oponoval Tengovu pojetí jádra jako jedné osoby (generálního tajemníka Ťiang Ce-mina) a prosazoval definici „jádra“ jako Ťianga a premiéra Li Pchenga.
Zemřel v Kantonu  12. března 1993. 